# Ballintubber Abbey

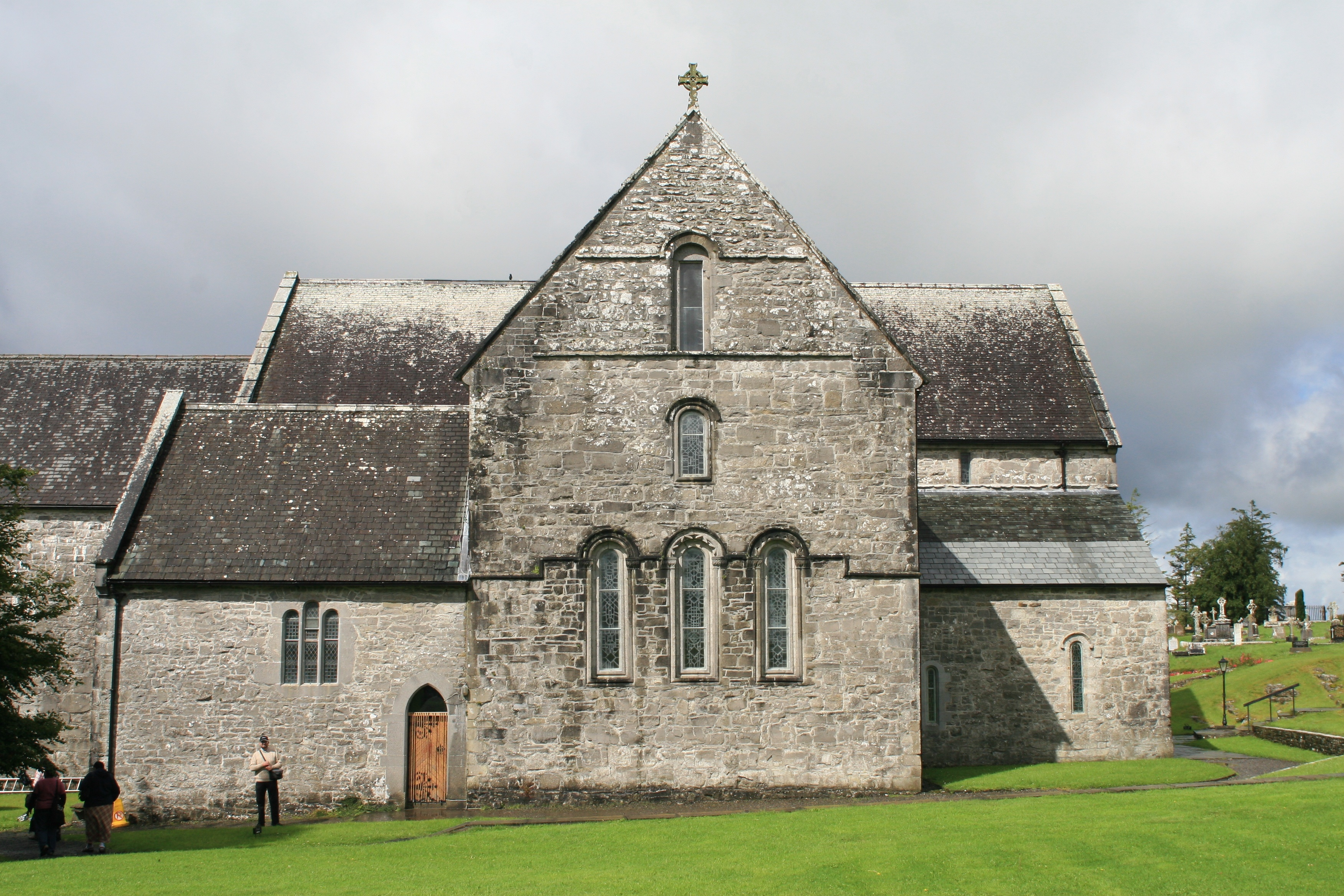
Ballintubber Abbey

Ballintubber Abbey ist eine katholische Kirche im Dorf Ballintober (irisch Baile Tobair Phadraig), das ca. 15 km südlich von Castlebar im County Mayo liegt. Sie ist eine ehemalige Niederlassung der Augustiner-Chorherren und die einzige noch existierende Kirche Irlands, die von einem irischen König in Auftrag gegeben wurde.
Ballintubber Abbey wurde 1216 auf Befehl Königs Cathal O’Conor nach achtjähriger Bauzeit fertiggestellt. Einer Legende zufolge war zuvor der Befehl des Königs falsch ausgeführt worden und es war eine Abtei in Ballintober (irisch Baile Tobair Bhrighde) im County Roscommon erbaut worden. Nachdem das Missverständnis aufgefallen war, soll der Monarch den erneuten Bau in noch prächtigerer Ausführung am richtigen Ort angeordnet haben.
Eine frühchristliche Klostergründung auf der Halbinsel An Muirthead wurde von Ballintubber als Tochterhaus übernommen und 1400 durch Bonifatius IX. bestätigt.
Trotz vieler Bedrohungen – unter anderem versuchte die protestantische Armee Oliver Cromwells 1650 die Kirche niederzubrennen – ist Ballintubber Abbey auch nach mehr als 800 Jahren eine der Sehenswürdigkeiten im County Mayo. 1966 wurde sie umfassend restauriert. In der reizvollen Kulisse der Kirche finden heutzutage viele Hochzeiten von Prominenten (u. a. Pierce Brosnan, 2001 und Michael Patrick Kelly, 2013) statt.
Um das Abteigebäude herum befindet sich ein in das Gelände eingebetteter Kreuzweg.
Am Reek Sunday, dem letzten Sonntag im Juli, treffen sich Pilger, um von Ballintubber 22 Meilen bis zum Croagh Patrick (irisch Cruach Phádraig) zu wandern.

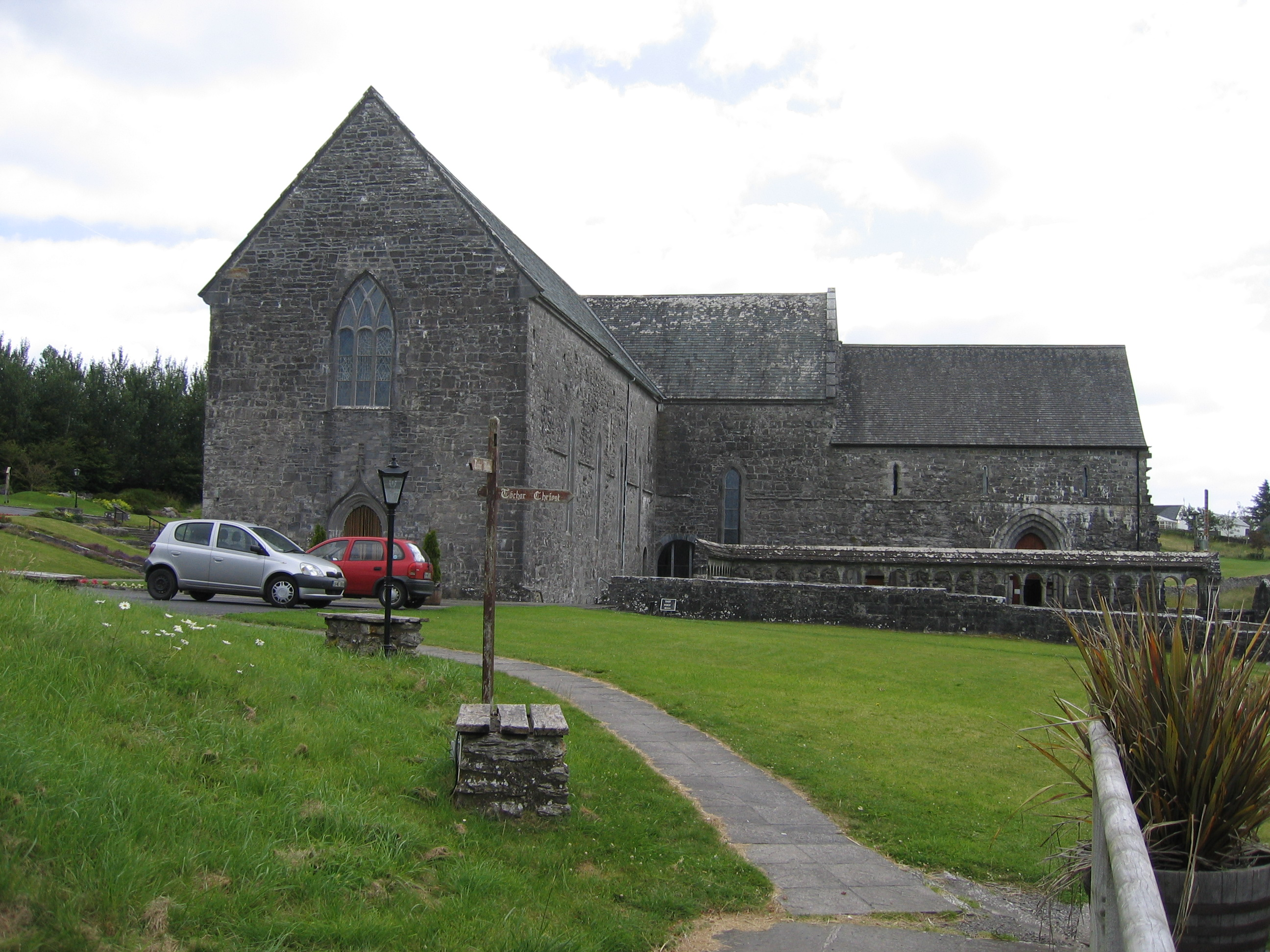
Ballintubber Abbey
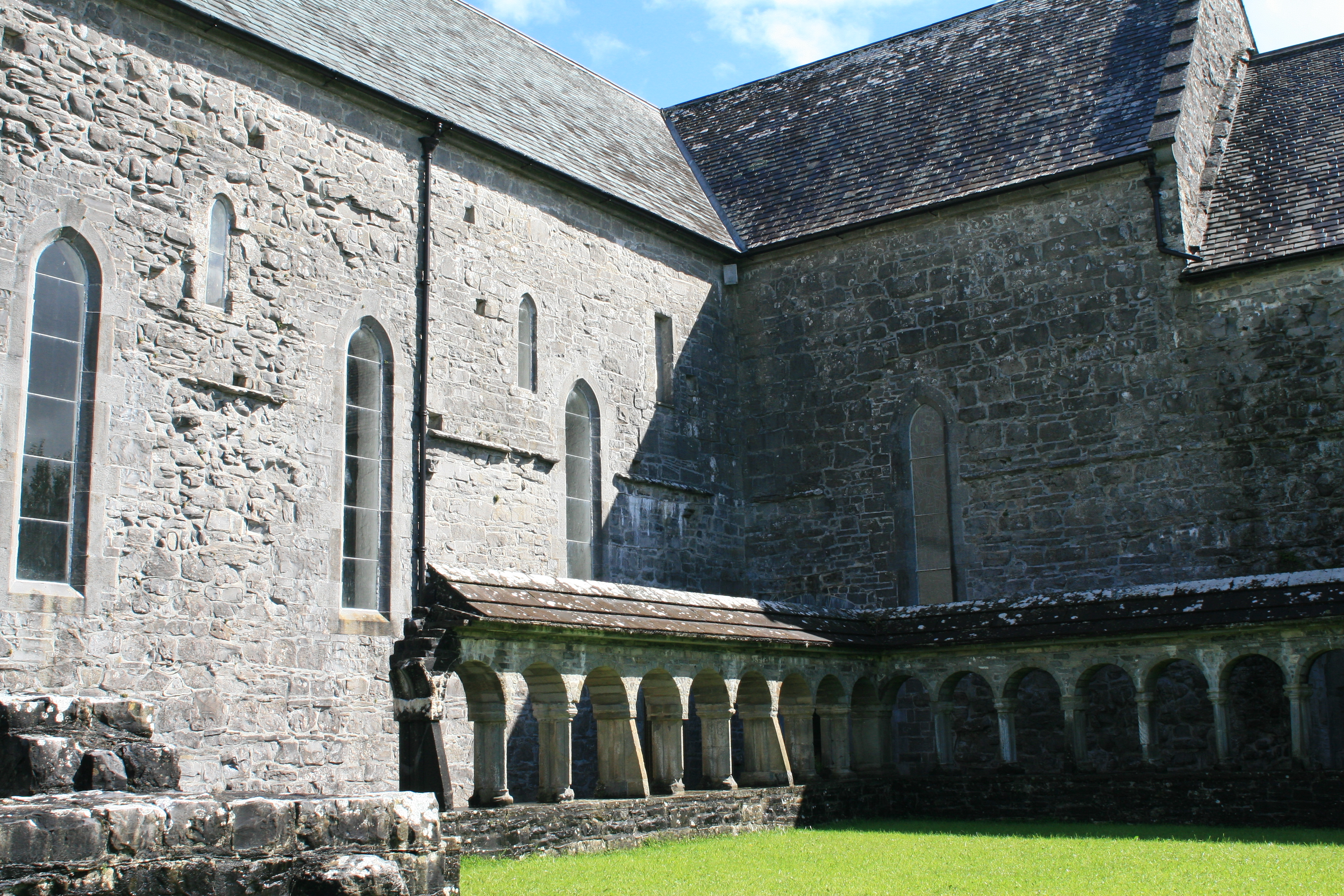
Restaurierte Überreste des Kreuzganges
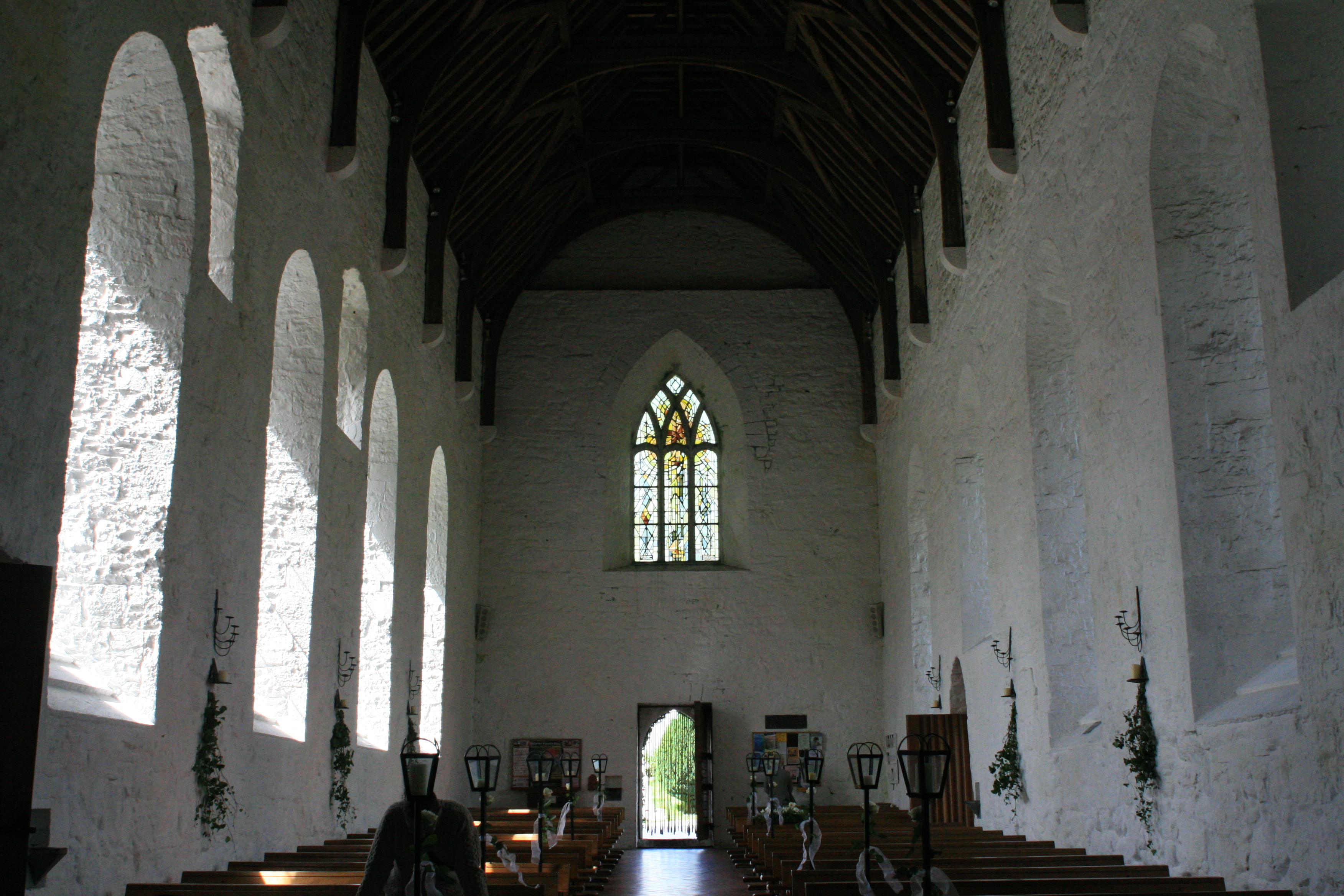
Langhaus, Blick nach Westen
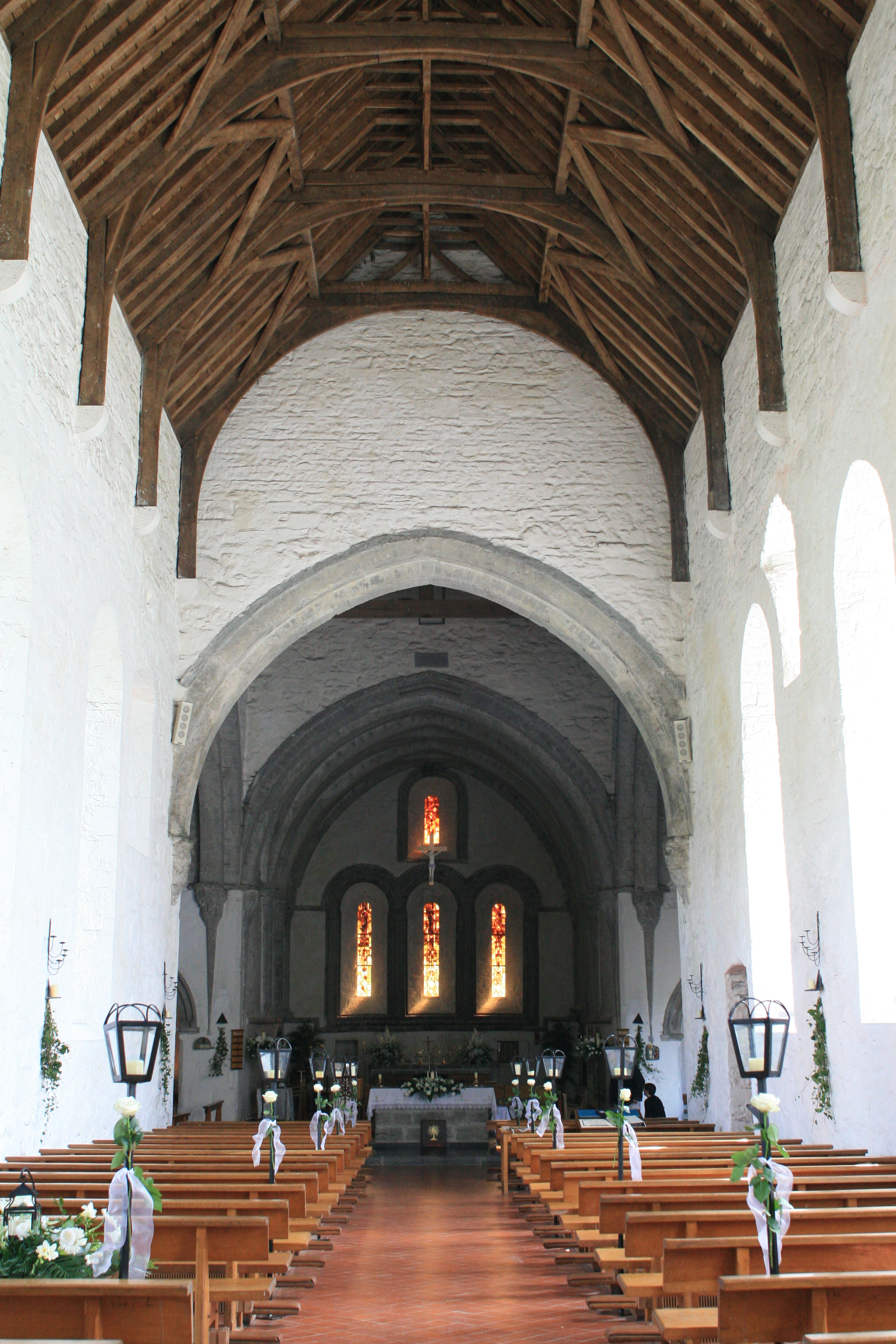
Blick zum Chor
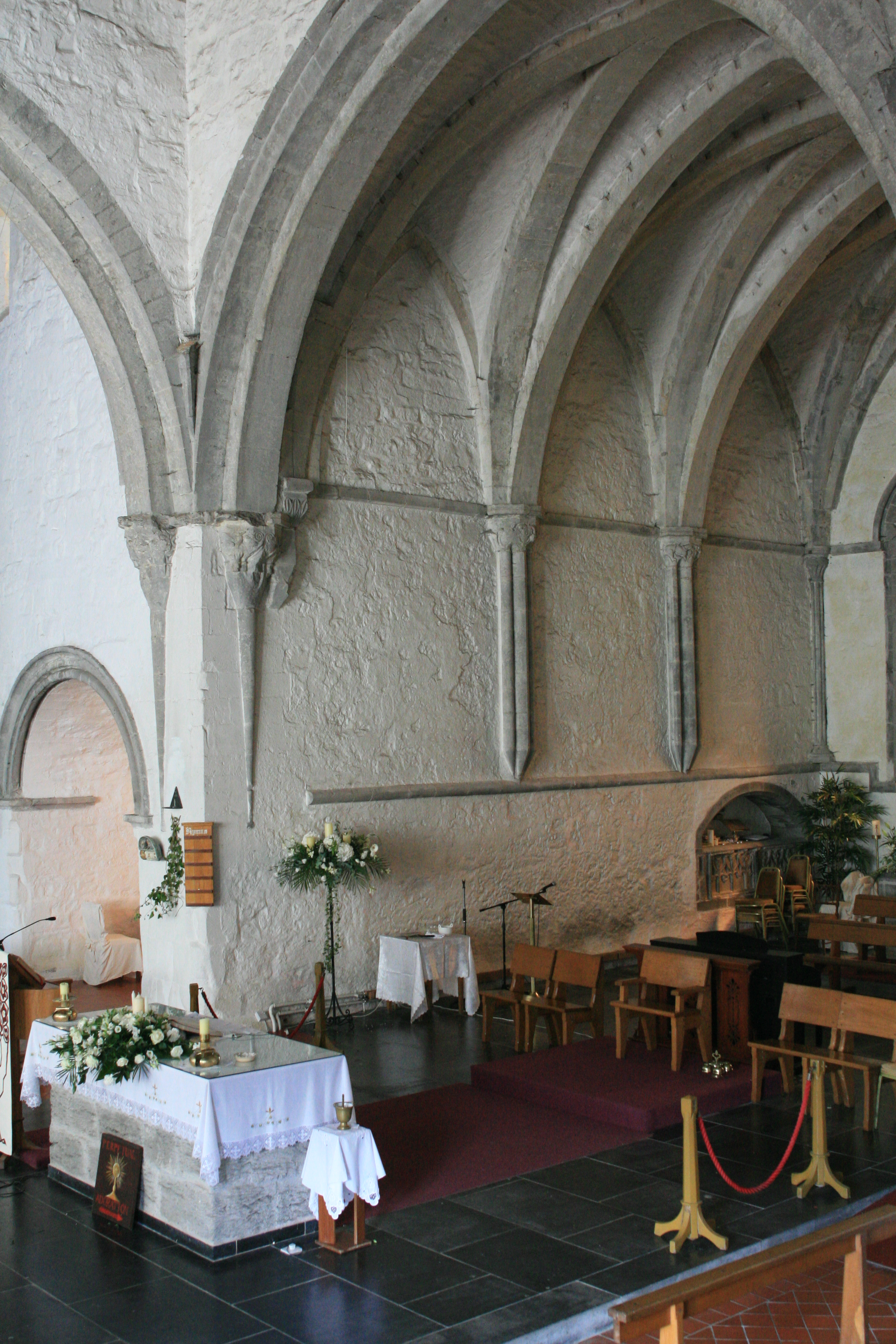
Chorraum